# Parc national de la Lomami
Le parc national de la Lomami est un parc national situé dans la république démocratique du Congo en Afrique centrale. Situé dans le milieu du bassin de la rivière Lomami, il est à cheval sur les provinces de Tshopo et de Maniema avec un léger chevauchement dans les forêts des bassins des rivières Tshuapa et Lualaba. Le parc national a été officiellement déclaré le 19 juillet 2016. C'est le 9e parc national du pays et le premier à être créé depuis 1992.
Le parc national de la Lomami se compose de 8 879 km2 (887 900 hectares) de forêts humides tropicales de basse altitude avec des îles de savane dans le sud et des collines à l'ouest. Il abrite plusieurs espèces endémiques à l'échelle nationale, dont le bonobo, l'okapi, le paon du Congo, et une espèce de primates, récemment découverte, appelée Lesula, ainsi que le rare cercopithèque dryade, connu localement sous le nom d'inoko. Une importante population d'éléphants de forêt d'Afrique est encore protégée dans la partie nord du parc.

## Histoire
L'habitat du sud-est du bonobo (un grand singe endémique congolais qui se trouve seulement sur la rive gauche du fleuve Congo) n'a pas été étudié jusqu'à 2007. Les images satellite ont déterminé l'aire probable comme s'étendant sur 40 000 km2 environ de forêt humide inexplorée, ne montrant aucune route ni habitation humaine ou étendue agricole. En collaboration avec la Fondation Lukuru, John et Terese Hart, un couple impliqué dans la recherche et la conservation des forêts de la République démocratique du Congo dès le début des années 1980, ont lancé une exploration le long de la rivière Lomami en avril 2007. Le projet impliquait plusieurs équipes forestières prêtes à inventorier l'aire à pied pendant les trois années suivantes. Ils ont nommé la zone Tshuapa-Lomami-Lualaba Conservation Landscape (« Paysage de conservation de Tshwapa-Lomami-Lualaba », TL2), du nom des trois rivières Tshuapa, Lomami et Lualaba, dont ils ont exploré les forêts. Ils ont trouvé une grande partie des forêts extérieures appauvries de grands animaux par le commerce de la viande de brousse, mais un riche noyau restait. Cette aire est aussi menacée par les chasseurs, beaucoup venant de loin – même d'autres provinces –  pour approvisionner les marchés en viande sauvage dans les villes principales de Kisangani et Kindu.
Après les prospections de reconnaissance, en étroite collaboration avec les autorités traditionnelles et les administrations locales, l'équipe de la Lukuru s'est concentrée sur les aires contenant encore une faune variée et abondante. Au cours de la première année, un singe rencontré a été finalement déterminé comme nouveau pour la science, le lesula (Cercopithecus lomamiensis). Ils ont découvert que le TL2 hébergeait des populations d'autres espèces endémiques et menacées, comme l'okapi, le paon du Congo, l'éléphant de forêt et de significatives populations de nombreux primates non humains, y compris le rare cercopithèque dryade et d'autres intéressantes variétés d'espèces connues. Toutes ces découvertes ont montré une lisière orientale exceptionnellement riche et intéressante du bloc forestier du bassin central du fleuve Congo,.
Avec des réunions dans les centres villageois et les mairies, avec l'engagement de missions guidées par des ministres, chefs et députés, le processus pour établir un parc national s'est mis en marche. De 2010 jusqu'à 2012, légitimés par des cérémonies Tambiko au cours desquelles les ancêtres ont été consultés, les villages environnants ont défini les limites du parc national. En 2013, les gouverneurs des provinces (orientales à l'époque) de Maniema ainsi que de Tshopo ont déclaré des parcs provinciaux, rendant illégale toute chasse dans les parcs.
Le 7 juillet 2016, résultat de près d'une décennie de travail collaboratif, le parc national de la Lomami a été officiellement décrété par le gouvernement national de la république démocratique du Congo.

## Géographie
Le parc national de la Lomami est situé dans deux provinces : Tshopo et Maniema. Il se situe au sud de Kisangani, la capitale de la province de Tshopo, et au nord-ouest de Kindu, la capitale de la province de Maniema.
La rivière Lomami forme la frontière occidentale en limite sud du parc et traverse le centre de la partie nord du parc. Cette rivière – en tant que barrière biogéographique – a influencé l'évolution de la faune dans la région. Deux autres rivières, la Tshwapa et la Lualaba, définissent les limites générales est-ouest du paysage TL2.
Des savanes édaphiques et hydromorphes émergent de la forêt dans la partie la plus méridionale du paysage TL2, alors que le couvert forestier est plus cohérent dans le nord, tout en variant de la forêt de colline à la forêt de montagne à basse altitude en passant par la forêt inondée de façon saisonnière et la forêt riveraine.

### Population locale
Les populations vivant dans la zone tampon du parc national de la Lomami appartiennent principalement à sept ethnies différentes : Lengola, Mbole, Mituku, Langa, Tetela, Ngengele et Arabisé. Les quelque 100 petits villages vivent principalement de l'agriculture, de la chasse et de la pêche.

## Biodiversité
La première exploration en 2007 a vérifié que la distribution méridionale des bonobos incluait la rive est de la rivière Lomami. Ces bonobos se sont révélés génétiquement distincts des autres populations de bonobos, faisant de la rivière Lomami une probable barrière géographique.
D'autres populations importantes d'animaux rares ou menacés ont été trouvées dans diverses parties du parc.
Environ 500 éléphants de forêt d'Afrique restent dans les forêts du nord du parc. Comme dans une grande partie de son aire de répartition, l'éléphant de forêt a été chassé jusqu'à son extinction locale dans le sud du parc. Egalement dans le nord, l'okapi, une girafe de forêt humide, qui est endémique du Congo, n'est présente que sur la rive ouest de la Lomami. Cette découverte soulève des questions sur l'habitat historique de l'espèce, puisque l'okapi est aussi connu sur la rive est de la rivière Lualaba, mais pas entre la Lomami et la Lualaba.
Au sud, le cercopithèque dryade n'est connu (jusqu'en 2016) que dans la province de Maniema et sur la rive droite de la rivière Lomami. Avant cette découverte, il était imaginé que la distribution de l'espèce se limitait à une petite aire dans la province de l'Équateur, à 400 km au sud.

Des rassemblements importants de perroquets jacos, une espèce cible pour le commerce illégal d'animaux de compagnie, vivent dans et autour du parc, et le paon du Congo est présent dans les forêts du parc.
- Photos en caméra cachée du parc national de la Lomami

Le parc national de la Lomami est remarquable pour ses espèces de grands singes et singes. Les primates suivants sont présents dans le parc :
- Bonobo (Pan paniscus)
- Colobe bai à mains noires (Procolobus tholloni)
- Colobe bai de Lomami (Piliocolobus parmentieri)
- Colobe d'Angola de Sclater (Colobus angolensis angolensis)
- Mangabey du Nord (Lophocebus aterrimus aterrimus)
- Cercopithèque ascagne de Katanga (Cercopithecus ascanius katangae)
- Cercopithèque ascagne de Whiteside (Cercopithecus ascanius whitesidei)
- Cercopithèque de Brazza (Cercopithecus neglectus)
- Singe bleu de Lomami (Cercopithecus mitis heymansi)
- Cercopithèque de Wolf (Cercopithecus wolfi wolfi)
- Cercopithèque de Wolf de Lomami (Cercopithecus wolfi elegans)
- Lesula (Cercopithecus lomamiensis)
- Cercopithèque dryade (Cercopithecus dryas)

## Menaces
La menace principale pour la vie sauvage dans le parc national de Lomami est le commerce de la viande de brousse. La Fondation Lukuru a constaté que l'origine de la pression de la chasse ne vient pas seulement des communautés locales, puisque beaucoup de chasseurs viennent d'autres régions et, ce qui est important, le commerce est poussé par une forte demande des marchés urbains et des commerçants citadins qui viennent aux villages à vélo et moto pour négocier directement sur place. Le monitorage de la Fondation Lukuru a révélé qu'environ 85 % de toute la viande de brousse du paysage TL2 à Maniema était transportée vers la capitale provinciale de Kindu.
Le braconnage des éléphants représente une autre menace pour le parc. Le commerce de l'ivoire entraîne non seulement un rapide déclin des populations d'éléphants, mais contribue à faciliter l'insécurité dans les aires reculées. Avec des armes et munitions militaires, les bandes criminelles non seulement pillent la faune du parc, mais aussi les communautés environnantes.